# Daniil Igorewitsch Martowoi
Daniil Igorewitsch Martowoi (russisch Даниил Игоревич Мартовой; * 24. März 2003 in Krasnodar) ist ein russischer Fußballspieler.

## Karriere
Martowoi begann seine Karriere beim FK Sotschi. Im Januar 2021 verließ er die Jugend Sotschis. Nach einem halben Jahr ohne Klub wechselte er zur Saison 2021/22 zum Drittligisten FK Twer. Für Twer kam er in jener Saison zu 27 Einsätzen in der Perwenstwo PFL, in denen er sieben Tore erzielte.
Zur Saison 2022/23 kehrte Martowoi zum Erstligisten Sotschi zurück. Sein Debüt in der Premjer-Liga gab er dann im August 2022 gegen den FK Chimki. Dies blieb allerdings bis zur Winterpause sein einziger Einsatz. Im Februar 2023 wurde er an den Zweitligisten Rodina Moskau verliehen.